# Поляки
Поля́ки (пол. Polacy) — західнослов'янський народ, основне населення Польщі (94,83 %). За межами Польщі живуть в Білорусі, Литві, Україні, Російській Федерації, Казахстані, Латвії, США, Німеччині, Франції, Канаді, Великій Британії, Бразилії, Аргентині, Чехії і Словаччині, Бельгії і в інших країнах. Загальна чисельність понад 53 млн осіб.

## Мова
Говорять польською мовою слов'янської групи індоєвропейської сім'ї. Писемність на основі латинського алфавіту.
Діалекти:
- малопольський (пол. małopolski, південна Польща — Краків)
- кашубський (пол. kaszubski, Помор'я Гданське і схід Помор'я Західного)
- сілезький пол. śląski, (південний захід Польщі — Катовиці)
- підгаляннський (пол. podhalański)
- мазовецький (пол. mazowiecki, північно-східна Польща — Варшава)
- великопольський (пол. wielkopolski, західна Польща).

Також існує два регіональні варіанти польської літературної мови: варшавський і краківсько-познанський.

## Релігія
Основна релігія християнство. Віруючі — в основному римо-католики, є протестанти. 
Згідно з переписом 2021р., до Римо-католицької церкви належать 89,77% віруючих поляків. Існує багато релігійних гілок і сект. Частина східних поляків православні (151 648 вірян).
У міру сил поляки стараються ходити до костьолу, відмічати всі католицькі свята та дотримуватись посту.
Головні релігійні свята: Великдень та Різдво.
Крім того поляки святкують: День усіх святих (1 листопада), Попільна середа (відраховується від Великодня), Великий тиждень (відраховується від Великодня), Вознесіння, Тіла Господнього, Божої Матері, королеви Польщі (3  травня), Божої матері (15 серпня).

## Історія

### Походження
Поляки як народ складався з формуванням і розвитком стародавньої польської держави. Його основу склали об'єднання західнослов'янських племен полян, слензан, віслян, мазовшан, поморян. Процес консолідації Помор'я з рештою польських земель був загальмований не тільки немічністю політичних зв'язків його з стародавньою польською державою, але і своєрідністю його соціально-економічного і культурного розвитку (тривале панування язичництва та інше). За говорами близькі були поляни, слензани і вісляни. У період політичної роздробленості (XI—XIII століття) деякі польські землі відокремилися, але культурні і економічні зв'язки між ними не уривалися. У ході опору німецькій експансії і подолання політичної роздробленості (XIII—XIV століття) здійснювалося об'єднання польських земель, розширювалися і зміцнювалися зв'язки між їхнім населенням. У цей же час йшов процес германізації захоплених німцями західних і північних земель (Нижня Сілезія, Помор'я, Мазурія, Західна Великопольща).

### Формування
У XIV—XV століттях об'єднання земель польської держави сприяло процесу національної консолідації поляків, що посилився в XVII столітті. У рамках багатонаціональної держави — Речі Посполитої (утворена 1569 Люблінською унією з Великим князівством Литовським) — відбувався процес консолідації польської нації. Цей процес ускладнився з кінця XVIII століття у зв'язку з трьома поділами Речі Посполитої (1772, 1793 і 1795) між Росією, Австрією і Пруссією і втратою єдиної польської державності. Наприкінці XVIII—XIX століть у збереженні і зростанні національної самосвідомості поляків видатну роль зіграли національно-визвольні рухи (повстання 1794, 1830–1831, 1846, 1848, 1863-64); польський народ зберігав прихильність Батьківщині, рідній мові та звичаям.
Але політична роз'єднаність поляків позначалася на їхній етнічній історії. Ще в XIX столітті існувало декілька груп поляків, що розрізнялися діалектами і деякими етнографічними особливостями:
- на заході — великополяни, ленчицани і серадзяни;
- на півдні — малополяни;
- у Силезії — слензани (слензаки, силезці);
- на північному сході — мазури і вармяки;
- на узбережжі Балтійського моря — поморяни.

До групи малополян входили гурали (населення гірських районів), краківці і сандомирці. Серед силезців розрізнялися ляхи, силезькі гурали і інші групи. До великополян відносилися куявяни, а до мазурамів — курпи. У Помор'ї особливо виділялися кашуби, що зберігали специфіку мови і культури (іноді їх вважають особливою народністю). Зі зростанням промисловості і урбанізацією, особливо з кінця XIX століття, відмінності між цими групами стали стиратися.
Після 1-ї світової війни 1914-18 утворилася незалежна польська держава, до якої не увійшли багато північних і західних польських земель. Створення єдиної держави стало основою етнічної реінтеграції груп населення, роз'єднаних в період розділів. Возз'єднання Польщею її північних і західних земель наступило лише після 2-ї світової війни 1939-45. У країні відбулися значні переміщення населення. У західних районах Великопольщі, в частині Силезії, Помор'я і на Мазурії, звідки виїхали німці, серед місцевих поляків поселилися поляки з інших частин Польщі, СРСР, Югославії, Румунії, західно-європейських країн. Польща стала країною з майже однорідним національним складом населення.

### Традиційна праця

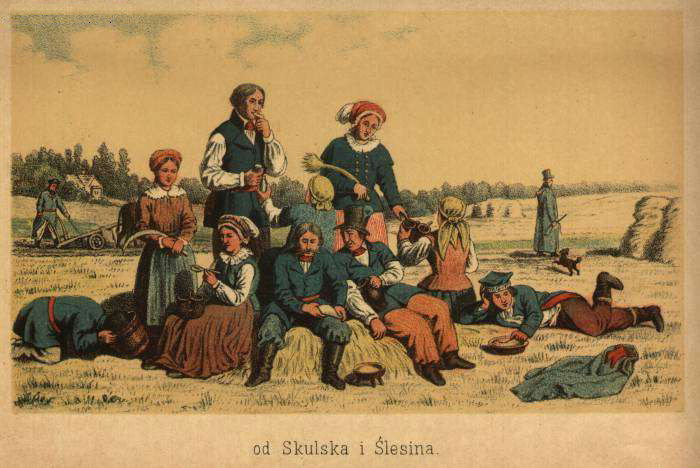
Польські селяни. Листівка 1881 року

Головні галузі сільського господарства — рільництво і тваринництво; основний напрям — обробіток зернових культур, значну частину посівних площ займає картопля. Важливе значення мають овочівництво, садівництво. Окрім сучасної сільськогосподарської техніки застосовуються старі знаряддя: рамкові борони, коси, граблі, вила. Тваринництво молочне і м'ясне (велика рогата худоба, вівці, свині). Для переїздів, перевезень, частково сільськогосподарських робіт селяни традиційно використовують ще коней, у меншій мірі — волів.
Відмінності природних умов, історичні долі різних областей сприяли виникненню регіональних особливостей господарства і традиційної культури. Так, в господарстві ґуралів — жителів гірських районів Малопольщі і Силезії зберігаються традиції відгонного скотарства. Відповідно до звичаю, власники овець вибирають старшого пастуха (бацу), у нього є помічники (юхаси) і погінник (хонельник).
У Західному і Східному Помор'ї спрадавна розвинено морське рибальство: ним займаються головним чином державні промислові організації і кооперативи сучасного типу, але подекуди на узбережжі збереглися старовинні рибальські артілі (машоперії), живі старовинні звичаї колективного лову риби. Рибальство розвинене також в річкових і озерних районах країни (Мазурське Поозер'я, райони течії Вісли і ін.). Застосовуються як сучасна техніка лову і транспортування риби, так і старовинні риболовецькі знаряддя: остені, верші, неводи, сітки і ін. Підсобні заняття — бджільництво, збір грибів і ягід.

### Сім'я
Сім'я переважно мала (проста), менш поширена розширена (складна) сім'я. У XIX столітті зустрічалися складні «батьківські» сім'ї з батьків, їх синів з дружинами і дітьми та «братські», що об'єднували декілька братів з дружинами і дітьми.

## Національний одяг

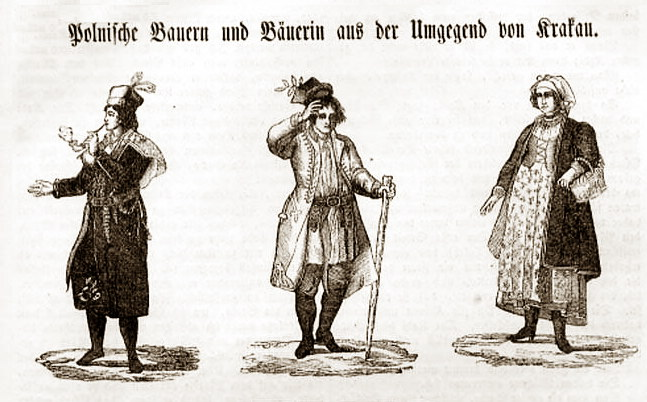
Одяг мешканців Кракова у середині XIX ст.

Більшість поляків носять сучасні костюми. Традиційний народний одяг надягають в частині сіл у свята. Різноманітні і барвисті традиційні костюми селян, що приїжджають з різних районів на свято урожаю, інші загальнонародні торжества. Більш ніж в інших районах традиційний одяг зберігся у околицях міста Лович і в горах, де селяни носять її повсякденно. Для ловицького костюма характерні смугасті тканини; з них зшиті спідниці, фартухи, жіночі накидки, чоловічі штани.
Зберігся верхній чоловічий одяг — сукман. У горах чоловіки носять коротку лляну сорочку із запонкою з срібла або іншого металу, штани з білого сукна, прикрашені серцеподібним узором, широкий шкіряний пояс, коротку куртку (цуху) з білої шерсті. Селянки носять спідницю з візерункової або однотонної тканини, сорочку, безрукавку. Зимовий одяг ґуралів — кожухи. Своєрідний краківський костюм: жіноча спідниця з квітчастої тканини, фартух тюлевий або полотняний, поверх сорочки — суконний або оксамитовий корсаж, прикрашений золотим або срібним шиттям, металевими пластинками і др.; чоловічий — сорочка з відкладним коміром, штани в смужку, синій каптан з багатою вишивкою, з головних уборів (теплі хутряні шапки, капелюхи і ін.) цікава конфедератка, подібна головному убору польських військових.

## Національна кухня

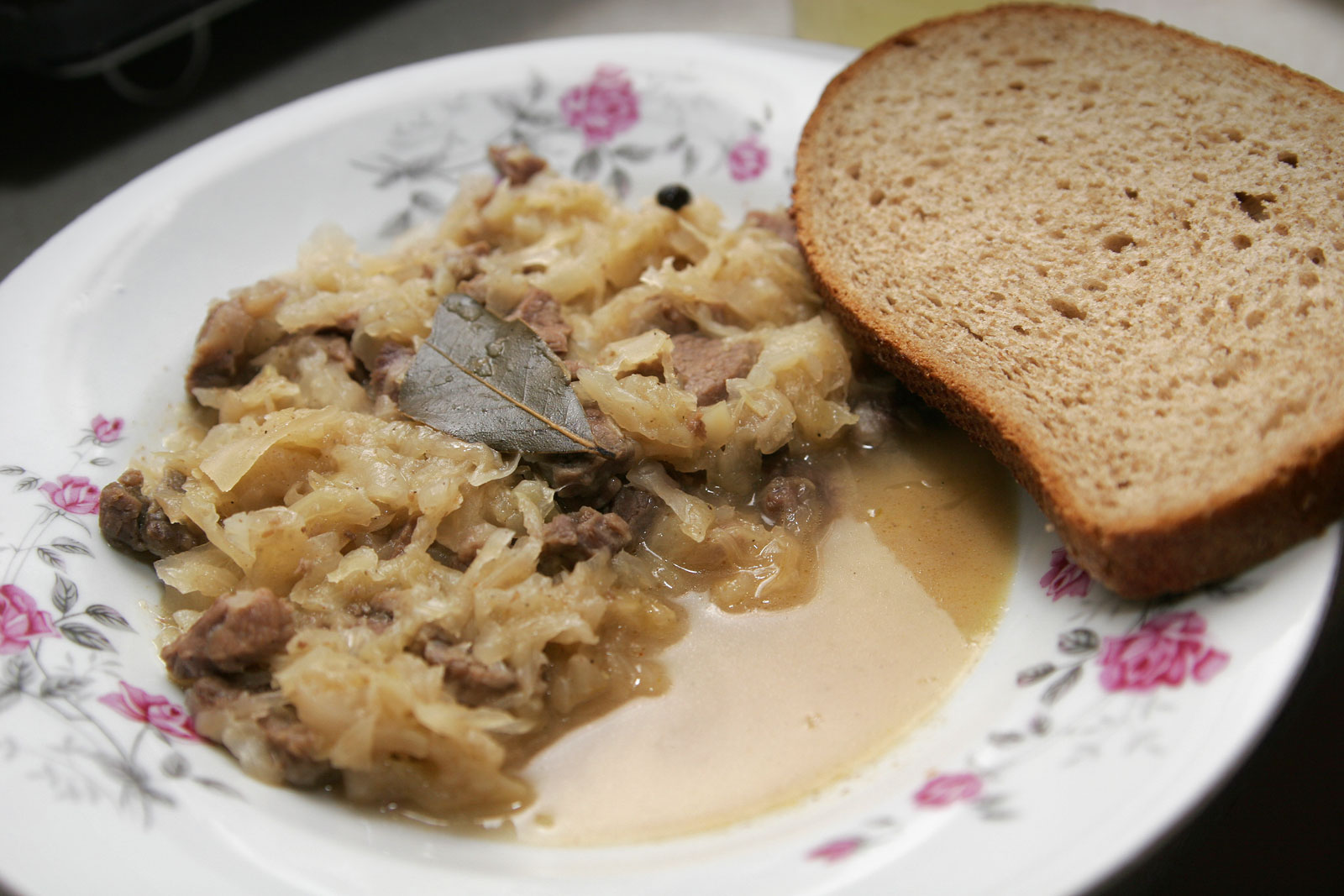
Бігос

Поляки зберегли немало традиційних способів приготування їжі. У гірських районах роблять фігурні сири, кислий освіжаючий напій з молока. Поширені кислі юшки — жур (з борошна, заквашеного на воді), квасниця (з квашеної капусти), баршч (з квашеного буряка) і ін. Перші страви приправляють салом, маслом, сметаною; баршч готують з вушками — тісто з начинкою з м'яса або грибів, жур — з ковбасою. Поширена страва — бігос з квашеної або свіжої капусти, яку тушкують з м'ясом або ковбасою, цибулею, грибами, яблуками, лавровим листом. Велике місце в живленні поляків займають страви з картоплі, молоко, сир та ін. Польська кухня славиться кондитерськими виробами — весільне і новорічне печиво у вигляді птахів і тварин, пряники, торти, тістечка тощо У деяких селах печуть весільний «коровай». Звичайні напої — чай, кава із злаків і чорна.

## Поселення та житло
Більше половини поляків живе в містах (найбільш крупні — Варшава, Лодзь, Краків, Вроцлав, Познань), зайняті в багатогалузевій промисловості, торгівлі, побутовому обслуговуванні, у сфері охорони здоров'я, освіти, науки, культури.
Традиційні типи сільських поселень: вуличні села, окольниці і овальниці з будинками, розташованими навколо центральної площі або ставка (радіальне планування). В процесі соціально-економічного і культурного розвитку міняються планування і типи забудови польських сіл. У багатьох селах зведені нові будівлі — школи, клуби, кафе і ін., в архітектурі яких поєднуються сучасний стиль і місцеві традиції. У клубах (світлицях) і кафе можна побачити старовинні селянські меблі, інтер'єр кафе нерідко витриманий цілком в стилі старої корчми, що ще зберігається в окремих селах. Тут подають польські національні страви і напої.
У сільських поселеннях багатьох районів переважають зрубові споруди. У Великопольщі, Любушській землі, в Західному Помор'ї, Вармії, на Мазурах застосовується каркасна конструкція стін із стовпів і балок із заповненням простору між ними глиною, цеглою, зв'язками соломи і ін., що обмазували глиною (фахверк). Повсюдно росте використання нових будівельних матеріалів. Дахи споруд чотирискатні, двосхилі або піввальмові, з невеликим навісом. На заході і північному заході збереглися будинки з «підсіньми» у вигляді арки, ніші, галереї. Традиційне планування селянського житла — трикамерне, з центральним або бічним розташуванням сіней. У Силезії, Великопольщі, Мазовії, в південних районах Малопольщі поширені сіни з великим склепінчастим каміном, в нього виходять челюсті хлібної печі, що знаходиться в хаті. Сучасний сільський будинок має декілька житлових і господарських приміщень.

## Традиції
Із старовинних звичаїв збереглися деякі сімейні (наприклад, весільні) і календарні.
Традиційний весільний цикл включав у минулому сватання, домовленість (на ній домовлялися про придане і ін.), заручення, вінчання, весільний бенкет. На весіллі протистояли дві «дружини» — жениха і нареченої, що складалися з їх родичів і друзів. У сучасному весіллі багато старих обрядів вже не виконуються, інші носять головним чином ігровий характер. Зберігся звичай мати дружок, але «дружини» нареченого і нареченої стали нечисленними. За традицією піклуються про те, щоб весільний бенкет був рясним, в деяких сільських районах до нього печуть ще обрядовий хліб — «колач», «коровай», дрібне фігурне печення.
Похоронна обрядовість Поляків скоротилася, але, як і раніше, має подвійний характер — сімейно-споріднений і суспільний. У всій Польщі щорічно 2 листопада відзначають День поминання: у костьолах служать панахиди, всі прагнуть відвідати могили своїх родичів, навіть якщо треба для цього приїхати здалеку. На могилах і перед пам'ятниками на вулицях і площах запалюють свічки і лампади.
З календарних зимових свят особливо шанобливі різдвяні — «Роки»; у їх обрядовості простежуються елементи аграрної і магії скотарства, культу предків. Переддень Різдва (пол. Boze Narodzenie) — святвечір і перший його день вважаються сімейними святами. Прийнято в святвечір збиратися в будинку батьків або в крузі своєї сім'ї. До цього дня наряджають ялинку. На вечерю обов'язково готують рибні страви, вся решта їжі теж пісна. Перед їжею співтрапезники розламують облатни, одаровують ними один одного, бажаючи щасливого нового року, здоров'я, успіху. Їжа в перший день Різдва повинна бути рясною і складатися переважно з м'ясних страв. На Різдво діти одержують подарунки, нібито від Святого Миколая. У минулому в різдвяні свята і на Новий рік колядували. Зараз колядують не повсюдно, колядниками бувають хлопчики, а сам обряд перетворився на гру, звеселяння. У тому ж значенні існують святочні і новорічні ворожіння, виступи ряджених.
Славиться суспільними гуляннями польський «карнавал» — масниця. На Масницю в останній четвер перед постом їдять спеціально до цього дня випечені пампушки, млинці. Головне весняне свято «Вєльканоц» (пол. Wielkanoc) — Великдень поляки відзначають дуже урочисто, як і за старих часів: до Великодня фарбують яйця, випікають обрядовий хліб, які освячують в костьолі, готують різноманітну святкову їжу. Збереглися частково ще звичаї ходіння ряджених по дворах і обливання водою в пасхальні понеділок (дівчат) і вівторок (хлопців). Деякі традиційні народні свята мають інше значення, ніж раніше. Наприклад, дожинки стали всенародним святом урожаю. Відзначають нові свята — День моря, День шахтаря, День дитини і ін.
У Польщі живі традиції народної творчості: скульптура, різьблення, живопис на склі, вирізування вицинанок — узорів з паперу, вишивка, кераміка, ткання і плетіння. Народні мотиви використовують в своїй творчості багато художників-професіоналів. Багато усна народна творчість (обрядові, календарні, ліричні, сімейні, трудові пісні, легенди, балади, байки, казки, прислів'я і ін.). Польські народні танці — полонез, краков'як, мазурка і ін. в переробленому вигляді розповсюдилися у всій Європі. Народні танці, пісні і музика увійшли до репертуару сучасних професійних і самодіяльних колективів. Народні танцювальні і пісенні мелодії звучать в творах польських композиторів.

## Поляки в Україні
Розселення поляків в Україні було пов'язане перш за все з Правобережжям і Східною Галичиною. Саме тут сформувались найчисленніші польські етнографічні громади в межах українського етнічного масиву.

### Перші поселення
Поляки становили значний відсоток на теренах сучасної України ще за часів раннього середньовіччя. Ярослав Мудрий, після походів на Польщу 1030—1031 рр., захопив полонених і розселив їх у долині річки Рось, де вони займалися сільським господарством, а пізніше асимілювалися.
У Києві існував окремий польський квартал поблизу Лядської брами, де у ХІІ ст. була заснована католицька місія.
У Галицько-Волинській державі чимало поляків служили при князівських дворах.

### Середні віки
Перша хвиля польської колонізації була пов'язана із загарбанням у XIV ст. Галицько-Волинського князівства. Полонізації цього регіону сприяло створення у 1275 р. римо-католицької єпархії з архієпископом у Галичі (з 1412 р. у Львові) та єпископствами у Перемишлі, Холмі й Володимир-Волинському (з 1428 р. у Луцьку) і щедре обдарування латинського духовенства та чернечих чиновників земельними наділами.
З середини XVI ст. посилилось переселення селян і міської бідноти із східних районів Жешувського, Келецького, Краківського і особливо Люблінського воєводств на західноукраїнські землі, що було спричинене наявністю «свобод», та ослабленням Речі Посполитої після приєднання України до Росії і поразкою у війні з Туреччиною (Бучацький мир 1672 р.).
У XVII—XVIII ст. після Люблінської унії збільшилася кількість переселенців з центральних районів Польщі, Мазовії і частково Мазурського Поозер'я. З часу Люблінської унії лише у Києві налічувалось 6 тис. польських жовнірів.

### XVIII—XIX століття
Наприкінці XVIII ст. в усій Правобережній Україні налічувалось близько 350 тис. поляків. У цей період вони становили більшість серед керівної поміщицької верхівки, католицького духовенства, службовців і меншою мірою — серед «чиншевої шляхти», міщан і селян. Поляки брали участь і у військово-землеробській колонізації Півдня України, заснували ряд селищ у складі поселенців козацького полку.
Відчутного удару зазнало польське населення України після поразки повстання 1830—1831 рр. Царський уряд конфіскував маєтки польських поміщиків — учасників повстанського руху. Було вжито ряд репресивних заходів до польської освіти та культури. Таким чином у 30-40-х рр. XIX ст поляки на правобережжі з панівної нації перетворилися на соціально пригнічений етнос, який надалі помітно зменшився кількістю. Водночас чимало поляків, що втратили маєтки, поселилися у Києві, Одесі, Харкові, Миколайові та ін. за переписом 1897 року їх кількість становила 30 % населення правобережної України (без західних земель).

### XX—XXI століття
У часи сталінізму комуністичні органи переслідували поляків. В 1937 р. Йосип Сталін підписав приготовлений Єжовим документ про проведення репресивної операції. У її наслідок було вбито десятки тисяч поляків в СРСР.
Після Другої світової війни чисельність польського населення України скоротилася внаслідок здійснення репатріаційних договорів між ПНР і СРСР. З Радянського Союзу було репатрійовано близько 1526 тис. поляків, у тому числі з УРСР — 810,4 тис. чоловік (91,6 % всього польського населення).
За даними перепису 2001 року в Україні налічується 144130 поляків (219,2 тис. у 1989 р.).